# Могаммад Багері Мотамед
Могаммад Багері Мотамед  (24 січня 1986) — іранський тхеквондист, олімпійський медаліст.

## Виступи на Олімпіадах
| Олімпіада   | Вагова категорія | Місце  |
| ----------- | ---------------- | ------ |
| Лондон 2012 | до 68 кг         | Срібло |